# Nina Warink
Nina Warink (Loppersum, 20 juli 1996) is een Nederlandse youtuber en auteur van kookboeken. Daarnaast is zij presentatrice en podcast-maker.

## Biografie
Warink groeide op in Loppersum. Na al enkele jaren eerder met Instagram begonnen te zijn, startte ze in 2018 een youtubekanaal. Een jaar later bereikte ze het aantal van 100.000 abonnees – naar eigen zeggen had ze hierbij een "kleine voorsprong" door haar relatie met youtuber Kalvijn. Vanaf maart 2020 werd ze tevens actief op TikTok, waar ze in 2023 het aantal van 204.000 volgers behaalde.
Vanaf december 2018 presenteerde Warink een kookprogramma Nina Kookt op het youtubekanaal Concentrate Velvet. Ze schreef hierna drie kookboeken: in 2020 kwam in eigen beheer Mijn tweede liefde uit, een jaar later gevolgd door Simpel & Sexy. In 2023 verscheen het kookboek Tafelen.
In 2019 speelde Warink zichzelf in de film XIII, die haar partner Kelvin Boerma (Kalvijn) maakte. In de filmkomedie Just Say Yes uit 2021 vertolkte ze de rol van verslaggeefster. Zelf bracht ze in 2022 de online documentaire Wazig uit over de zeldzame oogziekte ADOA, waar zowel haar vader als vier familieleden aan lijden. Warink is tevens ambassadeur van de Cure ADOA Foundation.
Warink lanceert in 2024 haar kitchenware-merk NINÉ .

### Podcasts
In augustus 2022 was de eerste uitzending van Vrouwmibo de podcast, met Nina Warink, Iris Enthoven & Sophie Milzink. De podcast zat bij de laatste vijf genomineerden in de categorie lifestyle bij de Dutch podcast awards 2022.
Samen met haar partner Kalvijn maakt Warink de podcast 'kibbeling'.

### Privé
In mei 2020 behaalde Warink haar hbo-bachelordiploma facility management aan de Hanzehogeschool in Groningen.
Ze trad op 12 mei 2024 in het huwelijk met Kelvin Boerma. Het stel kreeg op 18 april 2025 een zoon.

## Filmografie

### Film
- XIII (2019), als zichzelf
- Just Say Yes (2021), als Mandy

## Prijzen
| Jaar | Prijs         | Categorie          | Resultaat |
| ---- | ------------- | ------------------ | --------- |
| 2021 | FHM500 Awards | Social Media Queen | Gewonnen  |